# Czérna Tibor
Czérna Tibor (1976. július 15. –) magyar kézilabdakapus. Pályafutását Tatabányán kezdte, majd Tatára igazolt. Pályafutása nagy részét a másodosztályban töltötte.